# Julien Delbeke
Julien Edouard Delbeke (Torhout, 14 januari 1859 - Roeselare, 11 februari 1916), ook Juliaan, Julius of Jules, was een Belgisch volksvertegenwoordiger, schepen van Roeselare en arts.

## Levensloop
Delbeke volgde van 1873 tot 1879 middelbaar onderwijs aan het Klein Seminarie Roeselare en raakte nauw betrokken bij de Blauwvoeterij. Hij maakte de Groote Stooringe en acties van Albrecht Rodenbach mee. 
Hij studeerde geneeskunde aan de Katholieke Universiteit Leuven. Tijdens zijn studies werd hij in 1880 medestichter en eerste voorzitter van de Westvlaamsche Gilde. Samen met Emiel Lauwers stichtte hij in 1882 het blad Onze Vlaamsche Werker en in 1886 was hij medestichter van de Vlaamsche Strijdersbond. Hij schreef tevens satirische bijdragen voor studentenbladen als De Tassche, Kwaepenninck, De Vlaamsche Vlagge en Nieuwe wegen. 
In 1886-1887 vestigde hij zich als arts in Roeselare. Hij werd opgenomen in de Vlaamsgezinde lettergilde De Vriendschap, waar hij in 1892 voorzitter van werd. Samen met Ferdinand Callebert en anderen werkte hij van daaruit aan de verbetering van het culturele aanbod in de stad. Ook was hij een van de initiatiefnemers voor het oprichten van een praalgraf voor de jong gestorven Vlaamse dichter Albrecht Rodenbach. Vanuit De Vriendschap was hij een van de promotoren van de grote Rodenbachfeesten in 1909.
Hij werd politiek actief voor de Katholieke Partij en werd in 1896 verkozen tot gemeenteraadslid en schepen van Roeselare.
In 1904 werd hij verkozen tot lid van de Kamer van volksvertegenwoordigers voor het arrondissement Roeselare-Tielt en vervulde dit mandaat tot aan zijn dood. Hij werkte voornamelijk op twee vlakken: hij was de pleitbezorger voor een verbetering van het lot van de arbeiders en voor de oprichting van volwaardige vakbonden in plaats van de bestaande corporatistische verenigingen en hij was een uitgesproken Vlaamse vertegenwoordiger. Hij was voorstander van de vernederlandsing van het middelbaar onderwijs en van de Gentse universiteit, alsook van de vernederlandsing in het leger. Ook stemde hij voor de belangrijke taalwetten van 1913-1914. In 1913 werd hij eveneens voorzitter van de Katholieke Vlaamse Kamergroep.
Na de Eerste Wereldoorlog was hij een van de lokale politici die net voor of tijdens de oorlog overleden waren en een straat naar zich genoemd kregen. 
Hij is de vader van de schrijver Frans Delbeke (1890-1947).
Julien Delbeke was zelf ook literair actief. Zo bekwam hij in 1904 de tweede Prijs voor Toneelkunde van de stad Antwerpen.

## Publicaties
- De Brugsche Metten of Breydel en De Coninck, vaderlandsch drama, Roeselare, 1877.
- Karel de Goede, Graaf en Martelaar, historisch drama, met Emiel Lauwers en Camiel Marichal, 1879.
- De Mandelstad, gedicht, Roeselare, 1903.
- De voddenman, libretto, 1904.
- De gipten van Vlaanderen, Roeselare, 1910.